# Elfego Baca
Elfego Baca (1865-1945) es va autoaproclamar xèrif del comptat de Socorro després de robar dos revòlvers i haver rebut per correu un distintiu d'agent de la llei. Se'l coneix especialment per la seva participació en un tiroteig totalment desigual a Frisco el dia 1 d'octubre de 1884, quan feia poc que hi exercia com a xèrif. Elfego va detindre i empresonar un cowboy begut que l'havia volgut matar però es va trobar amb les amenaces d'uns companys del detingut que reclamanven el seu alliberament. Elfego s'hi va negar i davant les amenaces va haver de refugiar-se en una casa propera que els companys del detingut van rodejar, eren prop de vuitanta persones. Al cap de trenta-sis hores, i havent disparat més de 4000 trets, d'haver tractat d'encendre la casa i de llençar-hi dinamita, no van aconseguir matar el xèrif ni alliberar el company empresonat. Uns mesos després es va jutjat Elfego acusat d'haver disaparat contra un dels cowboys. En la seva defensa, va alegar legítima defensa mostrant la porta de la casa on s'havia refugiat, que conservava més de 400 impactes de bala.
Amb els anys va ser nomenat marshal de manera oficial, va estudiar dret i va treballar com a advocat, aconseguint un gran èxit. També va ser polític i periodista així com un gran defensor dels migrants hispans als Estats Units. Entre els anys 1913 i 1916 va ser representant del govern dels Estats Units amb Mèxic, entrevistant-se amb personalitats com Pancho Villa o Emiliano Zapata.